# Zwartsnaveltoerako
De zwartsnaveltoerako (Tauraco schuettii) is een vogel die behoort tot de familie Musophagidae (toerako's).

## Verspreiding en leefgebied
Deze soort komt voor in centraal Afrika en telt twee ondersoorten:
- T. s. emini: van oostelijk Congo-Kinshasa tot zuidoostelijk Soedan, westelijk Kenia en Oeganda.
- T. s. schuettii: van westelijk en noordelijk Congo-Kinshasa tot noordelijk Angola.